# Chris Anderson
Chris Anderson (Londres, 9 de julho de 1961) é um físico e escritor estadunidense, conhecido pelo livro A Cauda Longa: Do Mercado de Massa para o Mercado de Nicho (The Long Tail: Why the Future of Business Is Selling Less of More, no original em inglês) de 2006. Foi editor-chefe da revista americana Wired até 2012, já tendo trabalhado nas revistas Science, Nature e The Economist. Atualmente, vive com sua mulher e quatro filhos em Berkeley, Califórnia.
Em seu livro, ele analisa a questão da abundância de produtos e da criação de nichos de consumo, tendo um peso significativo comparado com o antigo modelo de uma grande atenção focada apenas na venda de produtos muito populares. Seu próximo livro a ser lançado se chamará "Free" (grátis) e será distribuído gratuitamente. Entretanto, este livro tem gerado controvérsia por supostamente conter passagens que tem sido caracterizadas como plágio.